# 891
| [ Edytuj tabelę ]          |                                                |
| Król Anglii                | - 871 Alfred Wielki 899                        |
| Hrabia Aragonii            | - 867 Aznar II Galíndez 893                    |
| Król Armenii               | - 890 Symbat I Męczennik 913                   |
| Hrabia Barcelony           | - 878 Wilfred Włochaty 897                     |
| Książę Bawarii             | - 889 Luitpold 907                             |
| Książę Burgundii           | - 880 Ryszard I Prawodawca 921                 |
| Cesarz Bizancjum           | - 886 Leon VI Filozof 912 - 886 Aleksander 913 |
| Chan Bułgarii              | - 889 Włodzimierz Rasate 893                   |
| Cesarz Chin                | - 888 Tang Zhaozong 904                        |
| Władca Egiptu              | - 884 Chumarawajh 896                          |
| Król Franków wschodnich    | - 887 Arnulf z Karyntii 899                    |
| Król Franków zachodnich    | - 888 Odon 898                                 |
| Cesarz Japonii             | - 887 Uda 897                                  |
| Kalif                      | - 870 Al-Mu’tamid 892                          |
| Król Khmerów               | - 889 Jaszowarman I 910                        |
| Wielki książę Kijowa       | - 882 Oleg Mądry 912                           |
| Patriarcha Konstantynopola | - 886 Stefan I 893                             |
| Król Leónu                 | - 866 Alfons III Wielki 910                    |
| Król Mercji                | - 879 Aethelred 911                            |
| Król Nawarry               | - 880 Fortún Garcés 905                        |
| Król Norwegii              | - 872 Harald Pięknowłosy 930                   |
| Papież                     | - 885 Stefan V (VI) 891 - 891 Formozus 896     |
| Cesarz rzymski             | - 891 Gwido 894                                |
| Książę Saksonii            | - 880 Otto Dostojny 912                        |
| Król Szkocji               | - 889 Donald II 900                            |
| Doża Wenecji               | - 888 Pietro Tribuno 912                       |
| Książę wielkomorawski      | - 871 Świętopełk I 894                         |

Rok 891 / DCCCXCI
stulecia: VIII wiek ~
IX wiek ~
X wiek

lata: 881 «
886 «
887 «
888 «
889 «
890 «
891
» 892
» 893
» 894
» 895
» 896
» 901

## Wydarzenia
- 6 października – Formosus został wybrany papieżem.
- Gwido ze Spoleto koronowany w Rzymie na cesarza.

## Urodzili się
- Tiantai Deshao – chiński mistrz chan ze szkoły fayan (zm. 972)

## Zmarli
- 24 stycznia[1] lub 14 września – Stefan V (VI), papież (ur. ?)[1]
- 6 lutego – Focjusz I Wielki, patriarcha Konstantynopola (ur. ok. 810)[2]